# Nuaman
Nuaman, en arabe : النعمان, ou Khallet an Nu'man est un village du gouvernorat de Bethléem en Palestine, situé au nord de Beit Sahour, en Cisjordanie.
Selon le recensement du bureau central palestinien des statistiques, la localité compte une population de 112 habitants en 2017.